# Мурзанаєво (Гірськомарійський район)
Мурзана́єво (рос. Мурзанаево, марій. Мырзанай) — присілок у складі Гірськомарійського району Марій Ел, Росія. Входить до складу Єласівського сільського поселення.

## Населення
Населення — 103 особи (2010; 109 у 2002).
Національний склад (станом на 2002 рік):
- марі — 94 %